# QIRIM
QIRIM (укр. Крим) — сьомий студійний альбом української співачки Джамали, перший кримськотатарський симфонічно-етнічний альбом в історії. Він вийшов 5 травня 2023 року на лейблі Universal Music. Альбом складається з 14 старовинних пісень кримськотатарською мовою. Презентація альбому наживо відбулася 5 травня у Києві, на сцені Національної опери у супроводі з Національним симфонічним оркестром України, світова прем'єра альбому відбулася 11 травня у Ліверпулі спільно з одним із найстаріших оркестрів Великої Британії — BBC Philharmonic. Альбом ввійшов до лонгліста премії Ґреммі в категорії Best Global Music Album, а також став одним із найкращих альбомів 2023 року за версією європейського журналу Beehype. Альбом потрапив до світового музичного чарту Європи, він опинився на 6-му місці серед найкращих релізів World Music Charts Europe. 9 березня 2024 року альбом QIRIM отримав Національну премію України імені Тараса Шевченка у номінації «Музичне мистецтво».

## Передісторія і створення
Про створення альбому зі старовинними кримськотатарськими піснями Джамала замислювалася ще у 2011 році, коли випустила свою першу платівку For every heart. Через імперську політику русифікації в Криму у XIX столітті, яка спричинила дві великі хвилі еміграції кримських татар з півострова і через депортацію кримських татар у 1944 році під час Другої світової війни, історія та мова киримли, їх фольклор та звичаї жили понад пів століття лише в усних сімейних переказах і переспівах далеко за межами Криму. Пісні з альбому QIRIM були написані 150—200 років тому. Точний рік створення пісень невідомий, але слова кожної з них відсилають до певних історичних подій кримськотатарського народу.
Реалізація альбому складалася з декількох частин: Джамала взяла за мету зібрати те, як звучали кримські татари, які мешкали на узбережжі Криму, в Сімферополі, Джанкої, Керчі, у степовій місцевості. За словами Джамали, «записів про частину пісень майже не залишилось», під час створення альбому Qırım «їх збирали по частинах, іноді навіть по словах». «Це було найскладніше, бо матеріалу просто жахливо мало. Це пісні, які були або дуже неякісно записані, або записані ще в 1960-70 роках під наглядом НКВС, вони змінювалися» — розповідає Джамала. Про випадок зміни пісні, музикантка розповіла в ефірі «Громадського радіо» — це пісня KENE ALDI ĞAM BENİ, яка існує в записі Сабріє Ереджепової, її записали у 1970 році в Середній Азії. «Коли я готувалася записати цю композицію для свого альбому QIRIM, то мені сказали, що слова запису Ереджепової — це фейк. Коли Сабріє записувала цю пісню, стояли радянські наглядачі й питали, про що цей твір. Коли вони дізнались, що він про тугу, про батьківщину, то звеліли переписати пісню про кохання. І Сабріє тоді переписала». Щоб дізнатись про історію цієї пісні, Джамала зателефонувала своєму батьку, Аліму Айяровичу Джамаладінову, який є акордеоністом і він багато знається на фольклорі. Батько музикантки зателефонував своєму другу, який в момент запису грав на даре, кримськотатарському бубоні. Він сказав, що пам'ятає момент, коли сказали переробити пісню, адже співати про туги по батьківщині у Радянському Союзі, з його слів, було заборонено. Щоб знайти автентичний текст Джамала телефонувала в Середню Азію. «Мені давали обгорілі шматочки тексту. Потім десь були записи мелізматик, які дуже важливі для виконання народної пісні, бо вони передавалися із покоління в покоління. Я зібрала цю пісню, як пазл, як кришталеву вазу. І так відбувалося майже з кожною піснею» — розповіла музикантка в ефірі «Громадського радіо». На сьогодні єдиний записаний варіант пісні KENE ALDI ĞAM BENİ є тільки в альбомі QIRIM. Журналістка «Української правди» Марія Кабацій у своїй статті «Qırım, який звучить попри російський геноцид. Пояснюємо, чим важливий новий альбом Джамали» пише, що «деякі з пісень альбому ніколи не виконувались раніше».
Після того, як Джамалі вдалося врятувати музичну кримськотатарську спадщину, команда музикантки була змушена рятувати свою роботу під час повномасштабного російського вторгнення в Україну у 2022 році. Джамала зізналася в інтерв'ю британським журналістам із BBC, що вже записану збірку довелося буквально рятувати під російськими обстрілами навесні 2022 року: «Моєю другою думкою після „Де мої діти?“, коли ми почули сирени і все це, було „Де мій альбом?“». Під час битви за Київ, сервери з напрацьованими матеріалами евакуював у безпечне місце саунд-продюсер проєкту Сергій Круценко.
До створення альбому QIRIM долучились понад 80 музикантів. Над ним працювали Джамала, композитор-аранжувальник Артем Рощенко, саунд-продюсер та продюсер запису Сергій Круценко, продюсер запису Макс Гладецький. Для створення альбому було зібрано симфонічний оркестр на базі камерного ансамблю «Київські солісти», а також залучено п'ять народних музикантів з Криму. Джамала працювала над альбомом три роки. У 2020 році вона прийшла до Сергія Круценко з ідеєю створення альбому Qırım. Разом вони працювали над ним до 8 січня 2023 року. В цей день Сергія не стало, він не дожив до презентації проєкту три місяці. «Він справді справжній геній. Сергій Круценко помер не на фронті, але я записую його смерть на рахунок нашого ворога, бо вони забирають не тільки наше життя, але й руйнують наше психологічне та фізичне здоров‘я. Коли влаштовують терор, вбивають нас і морально. А тим, хто чуйний та вразливий, — це дається складно» — написала Джамала.
Джамала називає свій альбом QIRIM «справою всього свого життя».

## Стиль

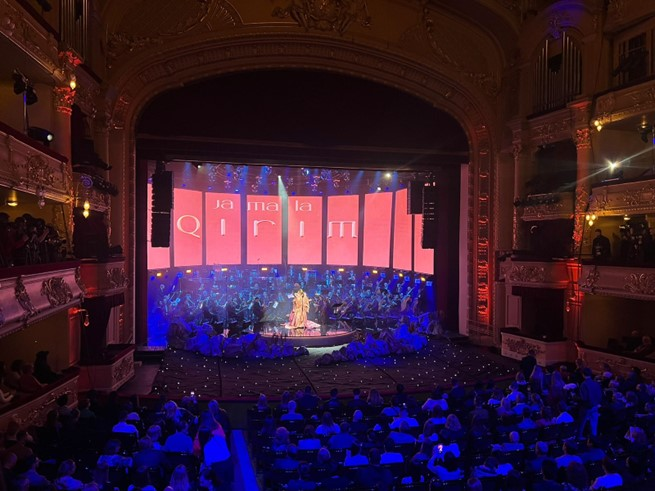
Під час презентації альбому на сцені Національної опери

У довідці Національної суспільної телерадіокомпанії України написано, що «QIRIM — це перше поєднання симфонічної мови з чистими старовинними кримськотатарськими мелодіями».
Під час запису використовували традиційні для кримськотатарського народу музичні інструменти, такі як кавал, труба, скрипка, даре. Сама Джамала, в одному з інтерв'ю, підкреслює, що для неї було важливо не просто створити збірку народних пісень. «Хотілося, щоб у записі були тільки автентичні інструменти без додавання продакшну. Тобто подарувати слухачам сучасний альбом, що існує поза часом, як пафосно це б не звучало» — додає Джамала. В статті «Української правди» про альбом QIRIM відзначається, що композитор Артем Рощенко «подбав про сучасне аранжування композицій альбому», а записаний він разом із українським диригентом Кирилом Карабицем. Динамічний діапазон симфонічного оркестру на базі камерного ансамблю «Київські солісти», який працював над альбомом, сягає 110 децибелів. Для порівняння, діапазон гучності реактивного літака складає 115 децибелів.

## Значення пісень
Значення пісень сформувала сама авторка альбому QIRIM Джамала, а також експертка Українського культурного фонду, голова громадської організації «Алєм» Есма Аджієва та викладач кримськотатарської мови Навчально-наукового інституту філології Київського національного університету імені Тараса Шевченка Абібулла Сеїт-Джеліль.
- ALİM (укр. Алім) — пісня про кримськотатарського народного героя Аліма Айдамака, історія якого нагадує легенду про Робіна Гуда — він забирав у багатих нажите майно й віддавав бідним. Події пісні розгортаються у Карасубазарі XVII століття.
- GİDER İSEÑ (укр. Якщо ти підеш) — пісня про кохання, відданість, гідність, про справедливе покарання того, хто наважиться на зраду, про неможливість його пробачити. Сповнена рефлексій щодо складнощів життєвого вибору. Регіон — Карасубазар.
- KENE ALDI ĞAM BENİ (укр. Туга здолала мене знов) — пісня про тугу, яка настільки здолала автора, що він хоче вбити себе. В пісні змальовується його психологічний стан — з одного боку автор впав у меланхолію від вселенської туги за батьківщиною, з іншого — від нерозділеного кохання з дівчиною. Регіон — Ускют.
- DAĞLARNIÑ YOLLARI (укр. Гірські дороги) — пісня про вірність і відданість, про шлях до серця коханої людини, який сповнений складнощами та випробуваннями. В пісні відтворюється ландшафт та пейзаж гористої місцевості, яка повна звивистих доріг. Регіон — Ескі-Кермен / Бахчисарай.
- QARANFİL (укр. Гвоздика) — пісня про кохання хлопця до байдужої, егоїстичної дівчини, якій він щиро подарував свої почуття. Також в пісні йдеться про те, що він просив, але не отримав благословення її батька. Регіон — Кефе.
- NOĞAY BEYİTLERY (укр. Ногайські куплети) — пісня про долю вдови, яка плакала за чоловіком, про важливу роль чоловіка в житті жінки. Є особливим жанром пісенної творчості степової частини кримських татар — ногайські беїти. Регіон — Джанкой.
- ARAFAT DAĞINDAN (укр. З гори Арафат) — пісня на релігійну тему, про історію, як людина підкорює Арафат, а після повернення з паломництва отримує почесне звання хаджі. За мусульманськими переказами, саме коло Арафату зустрілись вигнані з раю Адам і Хавва. Регіон — Акмесджит.
- EKİ ÇEŞME (укр. Два джерела) — пісня про традиційне знайомство двох молодих біля «чешме», облаштовані для набирання води джерела-фонтани, які в пісні мають алегорію як джерела любові. Також пісня має іншу інтерпретацію — про історію взаємовідносин між невісткою та свекрухою, які можуть бути не ідеальними. Є піснею побережних кримських татар Алуштинського регіону, селищ Тувак та Кючюк-Озен.
- MENİ ĞAMDAN AZAT EYLE (укр. Звільни мене від мук) — пісня про філософський роздум та звернення до себе, про прийняття долі та вдячність їй, незважаючи ні на що. Також має інтерпретацію, що в пісні чоловік просить вибачення у своєї коханої, незважаючи на те, чи має він провину перед нею чи ні. Є відомою кримськотатарською піснею Ялтинського регіону.
- YOSMAM (укр. Моя красуне) — пісня про кохання, про те, як хлопець просить кохану не побиватися за ним у розлуці, вірити в його щасливе повернення. Зміст пісні зіставлений з тонкою грою на скрипці. Регіон — Ак'яр.
- HEM SEVERSİÑ, HEM SEVMEZSİÑ (укр. Любиш і не любиш) — пісня про нерозділене кохання парубка до дівчини та рішучість боротися за свої почуття. Сповнена рефлексій та любовних переживань. Регіон — Алушта.
- BAHAR KELSE (укр. Коли прийде весна) — пісня про те, як герой з тугою згадує свою кохану, дім, батьківщину, з якими він розлучений. Герой пісні сповнений надії на повернення, хоча реальність, в якій він перебуває, не дозволяє бути впевненим, що йому пощастить повернутися додому живим. Пісня може сприйматися, як заповіт. В пісні намальовані кримські пейзажі, регіон — Ескі-Крим.
- ÇALBAŞ BORA (укр. Чалбаш-бора) — пісня про одного верблюда, який опинився в Керчі, історія про те, що насправді цей верблюд — єдиний, хто забезпечує всю сім'ю. Архаїчний сюжет пісні відсилає до часів Кримського ханату, в добу якого активно функціонувала одна з гілок Великого шовкового шляху через Керч.
- PENCEREDEN (укр. З вікна) — пісня про заручини, про мрію дівчини, що хлопець прийде й заспіває біля вікна або спитає дозволу зустрітися з її батьками. Одна з небагатьох пісень у кримських татар, текст якої повністю йде від імені дівчини. Регіон — Судак.

## Промо і реліз
5 травня 2023 року альбом QIRIM вийшов на музичних стримінгових платформах Spotify, Apple Music і YouTube Music на лейблі Universal Music. В цей же день, у Києві відбулася презентація альбому наживо, на сцені Національної опери у супроводі з Національним симфонічним оркестром України під керівництвом Володимира Сіренка. «Попри вогонь і темряву, ми продовжуємо боротися за своє. Саме тому мені так важливо зіграти дебютний лайв вдома. Для своїх» — зазначила Джамала. Президент України Володимир Зеленський написав листа, в якому звернувся до Джамали та учасників прем'єри альбому, цей лист був зачитаний зі сцени міністром культури та інформаційної політики України Олександром Ткаченком.

| Від сьогодні сила Криму звучатиме в композиціях альбому Qirim. Спочатку тут – у Києві, далі – по всій Україні, а згодом весь світ її почує. І коли буде чути, хай світ знає: ми повернемося! Ми вистоємо проти страждань і боротимемося непокірно. Заслуженою нагородою для нас є і буде свобода, яку ми не втратимо та передамо нашим дітям. |
| — Володимир Зеленський |

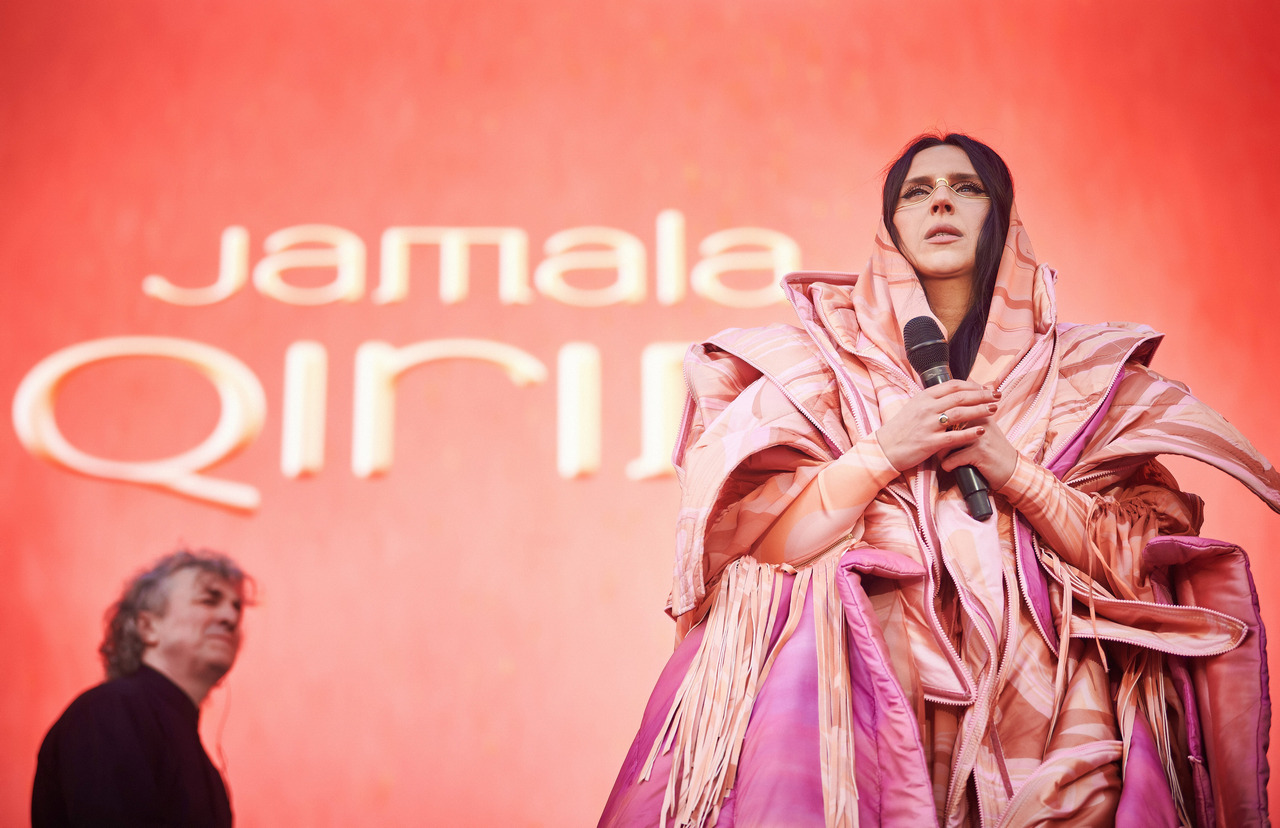
Джамала під час світової прем'єри альбому у Ліверпулі

11 травня 2023 року відбулася світова прем'єра альбому у Ліверпулі на головній сцені EuroFestival — фестивалю з нагоди міжнародного пісенного конкурсу Євробачення 2023. Музикантка виступила у супроводі одного із найстаріших оркестрів Великої Британії — BBC Philharmonic. Після виступу, Джамала поділилася враженнями від концерту: «Для багатьох глядачів мені випала нагода відкрити щось дуже особисте про мій дім і народ, адже кожен твір із платівки — це щоденник, зітканий із туги й тривог, радості й любові. Я бачу сльози під Yosmam і танці під Noğay Beyi̇tleri̇, я відчуваю, що нам з вами вдалося. Вдалося тут, у музичній столиці Британії, розказати про наш Крим, про його величну культуру». Також музикантка нагадала на початку концерту про долю громадянки України Леніє Умерової, яку викрадено у грудні 2022 року та з того часу незаконно утримується на території РФ за сфабрикованими звинуваченнями.
25 квітня 2024 року вийшло колекційне вінілове видання альбому QIRIM. Видання складається з двох платівок — глибокого зеленого і прозорого кольорів. Є першим в Україні великим, подвійним альбомом, з двома буклетами всередині, зробленими у форматі книги. Реліз вінілової платівки відбувся в рамках «Книжкової країни» в Оранжереї ВДНГ, публічна презентація відбулася 28 квітня.
За словами Джамали, цей альбом «один із перших альбомів в Україні, який має окремий сайт — qirim.jamala.ua». На ньому представлений переклад пісень українською, англійською, а також історії походження пісень. Сайт проілюстрований фотографіями того часу.

## Реакція критики
Музичний критик Ігор Панасов вважає, що альбом «за своєю суттю є культурним та громадянським маніфестом». Після київської презентації він написав, що «на сцені Нацопери ввечері 5 травня, можна було побачити особливу Джамалу». «Не ту звичну, що шукає себе у фанку, соулі та джазі, з якими теж дуже близька багато років, — але як з іншою культурою. А ту, яка дихає музикою, що є частиною її кровоносної системи з самого дня приходу у цей світ. Джамалу, яку неможливо уявити окремо від цієї музики, бо вона пов'язана з нею тілесно — через низку поколінь свого народу» — підсумовує музичний критик. На думку Панасова, «саме QIRIM допомагає зрозуміти, звідки в неї у голосі той тембр, який багатьом здається „плачем“ та „стражданням“». Це і плач, і страждання, і радість, і тріумф, і легкість, і молитва. Бо ця інтонація є у всіх 14 піснях, а вони дуже різні за настроєм і темами — від думок про самогубство до зухвалих танців степовиків-ногаїв. Це росток, який проріс з її етно-коріння, і залишає міцним зв'язок Джамали з цим фундаментом. Росток, що іноді рветься у небеса величезним деревом, як у пісні «1944»" — написав в своїй рецензії Ігор Панасов.
Японський музичний журнал Música Terra назвав альбом Джамали QIRIM «чудовим витвором мистецтва».

## Визнання

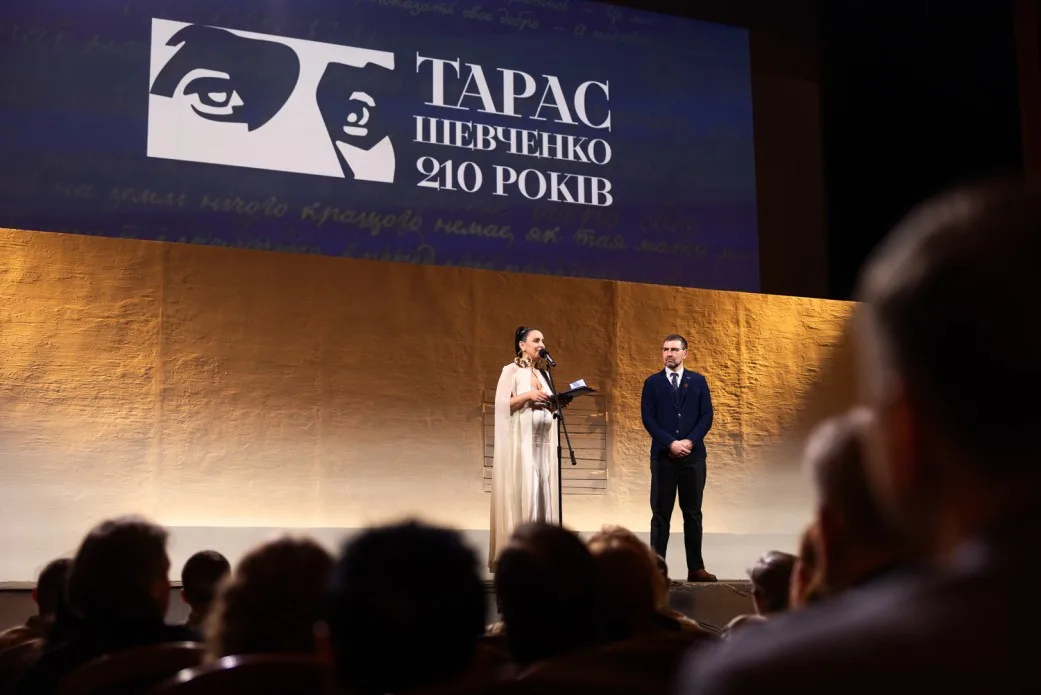
Джамала на врученні Шевченківської премії за альбом

Альбом QIRIM потрапив до світового музичного чарту Європи, він опинився на 6-му місці серед найкращих релізів World Music Charts Europe. Альбом ротується на радіостанціях США, Канади, Великої Британії, Німеччини, Чехії, Туреччини, Грузії, Нідерландів, Іспанії, Польщі, Йорданії, Греції, Японії та країн Латинської Америки.
27 вересня Джамала отримала відзнаку за альбом QIRIM на музичній премії Muzvar-2023 у категорії «Музичний диджитал-спадок».
11 листопада 2023 року Представництво Президента України в Автономній Республіці Крим повідомило, що альбом QIRIM включили до лонгліста премії Ґреммі в категорії Best Global Music Album. Про номінацію написала й сама Джамала: «Бути почутою з-поміж індійської та латиноамериканської музики, яка щороку забирає нагороди, це вже багато».
У грудні, на премії Megogo Music Awards 2023, альбом QIRIM отримав спецвідзнаку «Музика нашої єдності» від каналу Megogo Live як проєкт, присвячений єдності та неподільності України.
За версією європейського онлайн-журналу Beehype, QIRIM є одним із найкращих альбомів 2023 року.
7 березня 2024 року оголошені номінанти Національної музичної премії YUNA 2024, альбом QIRIM номінований в категорії «Найкращий альбом».
9 березня альбом отримав Шевченківську премію. Згідно з указом президента України Володимира Зеленського, Національну премію імені Тараса Шевченка 2024 року в номінації «Музичне мистецтво» присуджено артистці Сусані Джамаладіновій (Джамалі) за альбом QIRIM.

## Список композицій
| #     | Назва                         | Регіон                   | Тривалість |
| ----- | ----------------------------- | ------------------------ | ---------- |
| 1.    | «ALİM»                        | Карасубазар              | 3:32       |
| 2.    | «GİDER İSEÑ»                  | Карасубазар              | 4:20       |
| 3.    | «KENE ALDI ĞAM BENİ»          | Ускют                    | 4:50       |
| 4.    | «DAĞLARNIÑ YOLLARI»           | Ескі-Кермен / Бахчисарай | 2:52       |
| 5.    | «QARANFİL»                    | Кефе                     | 3:45       |
| 6.    | «NOĞAY BEYİTLERY»             | Джанкой                  | 2:14       |
| 7.    | «ARAFAT DAĞINDAN»             | Акмесджит                | 6:29       |
| 8.    | «EKİ ÇEŞME»                   | Тувак, Кючюк-Озен        | 3:12       |
| 9.    | «MENİ ĞAMDAN AZAT EYLE»       | Ялта                     | 4:55       |
| 10.   | «YOSMAM»                      | Ак'яр                    | 3:16       |
| 11.   | «HEM SEVERSİÑ, HEM SEVMEZSİÑ» | Алушта                   | 2:43       |
| 12.   | «BAHAR KELSE»                 | Ескі-Крим                | 4:34       |
| 13.   | «ÇALBAŞ BORA»                 | Керч                     | 2:35       |
| 14.   | «PENCEREDEN»                  | Судак                    | 2:56       |
| 15.   | «OUTRO»                       |                          | 2:25       |
| 54:38 |                               |                          |            |

## Учасники запису
- Джамала — вокал, аранжування;
- Артем Рощенко — композитор-аранжувальник;
- Сергій Круценко — саунд-продюсер та продюсер запису;
- Макс Гладецький — продюсер запису.

## Історія випуску
| Регіон    | Дата           | Версія      | Формат(и)                      | Лейбл                                      | Ref.   |
| --------- | -------------- | ----------- | ------------------------------ | ------------------------------------------ | ------ |
| Весь світ | 5 травня 2023  | Стандартний | Цифрові завантаження, стримінг | Universal Music Polska                     | [ 33 ] |
| Україна   | 25 квітня 2024 | Стандартний | Вінілова грамплатівка (LP)     | Vinyla Records, Aby Sho Mzk & Igor Shamych | [ 34 ] |